# Brunellia occidentalis
Brunellia occidentalis är en tvåhjärtbladig växtart som beskrevs av José Cuatrecasas. Brunellia occidentalis ingår i släktet Brunellia och familjen Brunelliaceae. Inga underarter finns listade i Catalogue of Life.